# HMS Periwinkle (K55)
HMS Periwinkle (K55) je bila korveta razreda flower Kraljeve vojne mornarice, ki je bila operativna med drugo svetovno vojno.

## Zgodovina
2. junija 1941 je korveta sodelovala pri potopitvi U-147. 15. marca 1952 so ladjo predali Vojni mornarici ZDA, kjer so jo preimenovali v USS Restless (PG-66). 26. avgusta 1945 je bila vrnjena Kraljevi vojni mornarici, ki jo je leta 1947 prodala; ladjo so preuredili v trgovsko ladjo in jo preimenovali v Perilock. Leta 1953 so ladjo razrezali v Hong Kongu.